# Mehmet Şahan
Mehmet Şahan (* 1. Januar 1958 in Kilis) ist ein ehemaliger türkischer Fußballspieler und aktueller Trainer.

## Spielerkarriere
Şahan begann mit dem Profifußball in den unteren türkischen Ligen und wechselte in den 1970er Jahren zum Zweitligisten Gaziantepspor. Mit diesem Verein erreichte er in der Spielzeit 1978/79 zum ersten Mal in der Vereinsgeschichte die Meisterschaft der zweithöchsten türkischen Spielklasse (die heutige TFF 1. Lig) und damit den direkten Aufstieg in die Süper Lig. In der Süper-Lig verlor er seinen Stammplatz und kam lediglich als Ergänzungsspieler sporadisch zu Einsätzen.
Zum Ende der Saison 1979/80 erließ er Gaziantepspor und wechselte zum Zweitligisten Düzcespor und spielte hier zwei Spielzeiten.
Anschließend spielte er bei diversen Vereinen der unteren türkischen Profiligen, bis er in die Mannschaft seiner Heimatstadt, zum Drittligisten Kilisspor wechselte. Hier spielte er bis zum Sommer 1991 und beendete anschließend hier seine aktive Profifußballerlaufbahn.

## Als Trainerkarriere
Durch das Zureden von seinem ehemaligen Mannschaftskollegen Sakıp Özberk wechselte er im Anschluss an seine Spielerkarriere ins Trainerfach und übernahm als erste Tätigkeit 1991 einen Jugendtrainerposten bei Gaziantepspor. 
Nach zwei Jahren in dieser Tätigkeit stieg er 1993 zum Co-Trainer auf und assistierte zwei Jahre lang u. a. seinem Mentor Sakıp Özberk.
Im Sommer 1994 arbeitete er das erste Mal als Cheftrainer und betreute eine Spielzeit lang seinen Heimatverein Kilisspor. Nach dieser Spielzeit kehrte er zu Gaziantepspor zurück und arbeitete hier drei Jahre lang als Jugend- bzw. Co-Trainer.
Im Folgenden trainierte er diverse Mannschaften der unteren türkischen Profiligen, überwiegend aus der Südostanatolienregion.
Ende April 2012 übernahm er den stark abstiegsbedrohten Verein Gaziantep Büyükşehir Belediyespor und sicherte mit ihm souverän den Klassenerhalt. Nach einer 1:4-Heimniederlage am 18. Spieltag gegen Çaykur Rizespor erklärte Şahan seinen Rücktritt. Zwei Tage nach seinem Rücktritt wurde als Şahans Nachfolger Vedat Özsoylu vorgestellt.

## Erfolge

### Als Spieler
- Gaziantepspor:
  - 1978/79 Meister der TFF 1. Lig
  - 1978/79 Aufstieg in die Süper Lig